# Escuela de Graduados del Instituto de Óptica
El Instituto de Óptica Graduate School (antiguamente Escuela Superior de la Óptica, o Supóptica) es una escuela superior francesa de ingenieros cuya especialidad es la óptica y sus aplicaciones industriales y científicas.
La Escuela de ingenieros del Instituto de la óptica teórica y aplicada abrió sus puertas en 1920 con el fin de formar ingenieros y ejecutivos para la industria óptica francesa. El Instituto constituye así el más antiguo plantel de enseñanza superior e investigación en el campo de la óptica a nivel internacional y el más importante en el número de graduados anualmente.
Este plantel privado imparte una enseñanza superior científica y técnica destinada a estudiantes que han concluido los cursos propedéuticos de preparación a los exámenes de admisión en las escuelas superiores de ingenieros. Forma a ingenieros destinados a asumir el desarrollo de las técnicas de la óptica en los ámbitos de las telecomunicaciones, la biología, la energía, los materiales, las nanotecnologías y la aeroespacial. Forma también investigadores y profesores en las ramas de la óptica y de la física de la materia.
La denominación “Escuela superior de Óptica” fue sustituida oficialmente por la denominación “Instituto de Óptica Graduate School” desde el inicio de clases en 2006. Antes, se conocía a la Escuela superior de Óptica bajo la abreviatura “SupÓptica” ( “SupOptique” en francés) o el acrónimo “IOGS” (“Ecole Supérieure d’Optique”); se conoce al Instituto de Óptica Graduate School bajo la abreviatura “Instituto de la Óptica” o el acrónimo “IOGS”.
SupÓptica es por otra parte miembro fundador del polo de investigación y enseñanza superior (PRES, Pôle de recherche et d’enseignement supérieur) ParisTech y miembro asociado del PRESUniverSud París.

## Reseña histórica

### Antecedentes
En 1916, el Instituto de Óptica se creó bajo la Presidencia del General Bourgeois. El objetivo era formar a ingenieros en óptica para fines militares. El instituto comenzó a tener una actividad en 1920. En el mismo año, se reconoce como escuela de utilidad pública. El plantel se instaló en 140 boulevard du Montparnasse en París, su actividad consistía en realizar estudios para la industria. En 1926, el instituto de la óptica se trasladó a boulevard Pasteur, y la investigación tomó un carácter más fundamental. Durante la Segunda Guerra Mundial, el laboratorio del instituto se trasladó a la Costa Azul. En 1942 la duración de la carrera pasó a dos años.
En 1966, los laboratorios del instituto pasaron a formar parte del CNRS (Centro Nacional de investigación científica). En lo que toca a la escuela, en 1952 la duración de los estudios pasó a tres años y la admisión se hacía mediante un examen de oposición (común con Supélec a partir de 1952 luego con las Escuelas Centrales). Una parte del Instituto se instaló en Orsay (inauguración el 31 de enero de 1967).
Entre 1999 y 2006, aumentó mucho el número de ingenieros. Un plantel del instituto se abrió en Saint Etienne, y a principios del año lectivo 2012 se abrirá otro en Burdeos (Bordeaux). El 16 de diciembre de 2006 se inauguraron los nuevos locales de la escuela en Palaiseau. El Instituto tomó como nombre de usual “Instituto de óptica graduate school”, y ahora forma parte del proyecto de campus de la meseta de Saclay y el polo ParisTech.

### Lista de directores
Los Presidentes del consejo del IOGS: 
- Isabel Giacobino (desde 2006)
- Catherine Bréchignac (2003-2006), miembro de la Academia de ciencias
- Pierre Lallemand (2000-2003)
- Bernard Cagnac (1991-2000)
- Bernard Picinbono (1980-1990), miembro corresponsal de la Academia de ciencias
- Pierre Jacquinot (¿- 1979), miembro de la Academia de ciencias, medalla de oro del CNRS en 1978
- Alfred Kastler (1962-?), miembro de la Academia de ciencias, Premio Nobel de física en 1966
- Armand de Gramont (1919-1962), miembro de la Academia de ciencias
- Robert Bourgeois (1918), miembro de la Academia de ciencias

Los Directores Generales del IOGS:
- Rémi Carminati (desde el 1 de junio de 2022)
- Jean-Louis Martin (2006-2022)
- Arnold Migus (2003-2006)
- André Ducasse (1999-2003)
- Christian Imbert (1984-1998)
- André Maréchal (1968-1983), miembro de la Academia de ciencias
- Pierre Fleury (1946-1967)
- Charles Fabry (1919-1945), miembro de la Academia de ciencias

De 1917 a 1918, se confía la dirección provisional del proyecto a los tres administradores Armand de Gramont, Jules Violle y Amédée Jobin. De 1919 a 1921, Charles Fabry fue director, pero confió la dirección efectiva al director adjunto, Charles Dévé, ya que Charles Fabry estaba aún en Marsella.
Directores de la Escuela:
- Jean-Michel Jonathan (desde 2003)
- André Ducasse (1999-2003)
- Christian Imbert (1984-1998)
- André Maréchal (1968-1983)
- Pierre Fleury (1967-1968)

En 1967 fue creada la función de director de la Escuela por el convenio de reconocimiento de la Universidad de París. Dicha función la realizó en forma aunada con la de Director General del IOGS hasta en 2003.
Directores adjuntos o equivalentes:
- Jean-Michel Jonathan (desde 1999) (director adjunto del IOGS, luego responsable del sector formación, posteriormente Director General Adjunto de la enseñanza del IOGS)
- Pierre Chavel (desde 1998) (director del LCFIO, responsable del sector investigación y valorización, posteriormente Director General Adjunto de investigación del IOGS)
- Alain Aspect (1992-1994) (director adjunto del IOGS), miembro de la Academia de ciencias, medalla de oro del CNRS en 2005
- Christian Imbert (1979-1984) (director adjunto del IOGS)
- Albert Arnulf (1945-1968) (director de los laboratorios del IOGS)
- Pierre Fleury (1940-1945) (director delegado del IOGS en París)
- Georges Guadet (1936-19??) (director del IOGS)
- Charles Dévé (1919-1936) (director-suplente del IOGS y luego director)

### Algunos egresados famosos de SupÓptica

#### Los grandes ingenieros e inventores
- Pierre Angénieux (ENSAM Cluny 125 y IOGS 29), 2 Oscares por sus objetivos para cámara cinematográfica
- Lucien Roux (1894-1956) y Armand Roux (IOGS 23 y 29), inventores del Rouxcolor
- Bernard Maitenaz (ENSAM París 143 y IOGS 47), inventor de los cristales progresivos (Varilux) y antiguo Director General adjunto de la sociedad Essilor
- André Masson (IOGS 48), diseñador de las cámaras empleadas en las misiones Apollo y antiguo director adjunto de la sociedad Angénieux
- Jean Blosse (IOGS 34), inventor del bloscopio (ojo de buey)
- François Laurent (IOGS 42), inventor de los correctores Thalacétor para los sistemas ópticos anamórficos submarinos utilizados para el rodaje del Grand Bleu de Luc Besson
- Roger Cuvillier (IOGS 49), inventor del zum
- Raymond Dudragne (IOGS 38) y Roger Bonnet (IOGS 43), pioneros de los lentes de contacto

#### Los grandes científicos
- Albert Arnulf (IOGS 22), físico
- Aniuta Winter (IOGS 32), especialista de cristales, en el homenaje a quien la Academia de ciencias creó el premio Aniuta Winter-Klein
- Maurice Françon (IOGS 38), físico
- Ferdinand Blottiau (IOGS 39), pionero de la colorimetría
- André Maréchal (IOGS 43), físico, miembro de la Academia de ciencias
- André Mirau (IOGS 46), inventor del interferómetro de Mirau
- Florín Abelès (IOGS 47), físico, especialista mundial de las capas finas y de la elipsometría
- Georges Nomarski (IOGS 49), inventor del microscopio de contraste interferencial
- George W. Stroke (IOGS 49), físico estadounidense, profesor de la universidad de Míchigan
- André Girard (IOGS 50), inventor del espectrómetro de rejillas
- André Baranne (IOGS 56), astrónomo, inventor del espectrógrafo Elodie
- Claude Boccara (IOGS 65), físico, profesor de ESPCI ParisTech, especialista en tomografía óptica
- Antoine Labeyrie (IOGS 65), astrónomo, titular de la cátedra de astrofísica de observación del Collège de France y miembro de la Academia de ciencias

#### Dirigentes de empresas
- Jacques Delacour (IOGS 87), presidente y director general de la sociedad OPTIS
- Jean-Yves Le Gall (IOGS 81), Director General de Arianespace
- Gilbert Hayat (IOGS 68), presidente de Jobin Yvon Horiba Group
- Juan-Paul Lepeytre (IOGS 70), director adjunto de Thalès Group
- Denis Levaillant (IOGS 76), antiguo Director General de Thalès Angénieux
- Jean Espiard (IOGS 48), antiguo Director General de la sociedad REOSC
- Pierre Crochet (IOGS 24), antiguo director de la compañía Saint-Gobain
- Jacques Millot (IOGS 49), antiguo presidente y director general de la sociedad Jobin Yvon, antiguo Presidente del Sindicato general de óptica e instrumentos de precisión, antiguo Presidente de la Federación europea de óptica y mecánica de precisión

#### Otros
- Charles Lapicque (IOGS 34), pintor
- Claudine Laurent (IOGS 65), antigua vicepresidenta del Consejo superior de investigación y tecnología
- Pierre Lostis (IOGS 56), rector de la Academia de Rennes de 1993 a 1997
- Pierre Hamon, concertista flautista, profesor del Conservatorio Nacional de Música y de danza de Lyon, co-director artístico del “Centro de música medieval de París”

## Docencia

### Título de ingeniero
La escuela cuenta con la homologación para otorgar el título de “Ingeniero del Instituto de Óptica Graduate School”. Desde 1922 se han otorgado más de 2300 títulos. A raíz de la promulgación de la ley del 10 de julio de 1934 relativa a las condiciones de entrega y al uso del título de ingeniero, el Estado reconoció inmediatamente el título de ingeniero de la escuela gracias a la formación de ingenieros del contingente del Estado.
En particular este título de ingeniero permite presentar diferentes exámenes de oposición para puestos de la función pública (contingente de ingenieros de investigación de los EPST, contingente de ingenieros destinados a centros hospitalarios, contingente de ingenieros de obras públicas del Estado).
SupÓptica fue una de las primeras escuelas de ingenieros mixtas; dentro de los cuatro primeros graduados de la escuela, había una mujer. La generación de jóvenes alumnas representa actualmente de 30 %, bastante superior al promedio existente en las escuelas de ingenieros.

### Título nacional de posgrado
SupÓptica está homologada desde 2004 para otorgar el título nacional de posgrado en ciencias y tecnología orientado a la investigación en física y aplicaciones, con una especialidad en segundo año de óptica, materia y plasma.
La enseñanza de primer año es consustancial a la escuela. La especialidad de segundo año se lleva en común con otros planteles cohabilitados e incluye siete cursos, SupÓptica coordina el curso de óptica y fotónica y participa en la enseñanza del curso en optoelectrónica. La escuela está cohabilitada, a nivel de especialidad, con la Escuela politécnica, la universidad París-XI (París-Sud), la universidad París-VI (Pierre y Marie Curie), la universidad París-VII (Denis Diderot), la Universidad de Versailles-Saint-Quentin-en-Yvelines y la Escuela Nacional Superior de telecomunicaciones.
Una cuarta parte de los alumnos de ingeniería prepara en paralelo el título nacional de máster, ya que numerosos cursos son comunes a los dos títulos.
El curso de posgrado puede también prepararse en el marco del programa europeo de intercambio Erasmus mundus. En ese caso se realiza uno de los dos años en el extranjero en alguno de los planteles asociados al programa ‘’Optics in science and technology’’ y el estudiante recibe un título del plantel extranjero además del título nacional del máster.
La escuela es también miembro asociado de la federación de carreras creadas en torno de la especialidad del máster en ciencias de la fusión.

### Admisión
La mayor parte del ingreso de los alumnos de ingeniería (94 %.) mediante exámenes de oposición Centrale-Supélec, posteriores a los cursos propedéuticos de preparación a los exámenes de oposición de las grandes escuelas (sector de clases preparatorias MP, PSI, PC, PT, TSI).
Una decena de alumnos viene de otras carreras universitarias y deben pasar exámenes particulares para su admisión.
Dado que SupÓptica es una de las 18 escuelas de aplicación de la Escuela politécnica, algunos alumnos politécnicos (generalmente tres) ingresan en último año de SupÓptica, después de cursos de actualización. Es también el caso de algunos alumnos de la Escuela normal superior de Cachan que desean obtener el título de ingeniero graduado.
La admisión para la preparación del título nacional del máster se hace por presentación de expediente académico de los graduados en física (o equivalente para los estudiantes extranjeros, en particular en el marco del programa Erasmus Mundus).

### Ciclo ingeniero
La carrera de ingeniero dura tres años. Puede efectuarse por la vía clásica, con el estatuto de estudiante, o a partir del segundo año mediante el sistema de aprendizaje, con el estatuto aprendiz en el seno del CFA-SupÓptica. En 2007-2008 el total de la generación de la carrera era de 269 alumnos.
El primer año se consagra a la enseñanza fundamental de la física y de ciencias del ingeniero, e incluye 820 horas de clases y un período de prácticas de un mes, el segundo año se orienta (a Palaiseau o en Saint-Étienne) hacia el estudio de los componentes con 720 horas de clase y dos a tres meses de prácticas, y en particular el tercer año se dedica a la integración de las tecnologías ópticas en los sistemas.
La enseñanza en tercer año es “a la carta”. Los alumnos pueden seguir la opción constituida de curso en HEC, la que se enseña en St-Etienne (Fotónica, imagen y microsistemas) o también hacer un año de estudios en algún plantel asociado del extranjero. Pueden también preparar en paralelo un título nacional de cursos de posgrado.
Los alumnos pueden seguir a partir del segundo año una formación a la innovación y al empresariado creada al inicio del año universitario 2006.
La enseñanza es por semestres y se organiza en unidades de enseñanza, al cual corresponden una serie de créditos ECTS, esto en el marco de la construcción del espacio europeo de enseñanza superior.
El presupuesto para la formación es de 2,5 millones de euros.
| 1.er año | 2.º año |
| --- | --- |
| - Matemáticas para el ingeniero: - Probabilidades y variables aleatorias - Distribuciones y transformada de Fourier - Procesamiento de la señal y Automática - Cálculo científico con MATLAB - Física general: - Electromagnetismo - Mecánica cuántica - física atómica - Semiconductores - física de la luz: - Interferencias - Difracción - Polarización de la luz - Imágenes e instrumentos ópticos: - Óptica geométrica estigmática - Formación paraxial de las imágenes - Instrumentos de óptica - óptica fisiológica - Electrónica: - Electrónica analógica - Electrónica numérica - Microprocesadores - Formación general del ingeniero: - Conceptos fundamentales de la economía - Introducción a la empresa - Comunicación - Lenguas vivas | - física de las interacciones luz-materia: - Láseres - Fuentes con semiconductores - óptica no lineal - Efectos electro-ópticos y ópticos acústicos - Ondas ópticas guiadas - física de la imagen: - óptica coherente - óptica de Fourier - Holografía e Interferometría de moteado (“Speckle” en inglés) - Aberraciones y difracción - Imágenes, instrumentos y sistemas ópticos: - Formación de las imágenes y aberraciones - Diseño de sistemas ópticos - Fotometría - Fuentes y detectores - Sistemas optoelectrónicos - Concepción optomecánica - Electrónica e informática: - Electrónica no lineal - Electrónica de hiper-frecuencias - Lenguaje C y interfaces - Programación gráfica (LabVIEW) - Formación general de ingeniero - Gestión financiera - Economía de empresa - Lenguas vivas |

### Doble título e Internacional

#### Máster de la Universidad París-Sud 11
Los estudiantes del Instituto de Óptica tienen la posibilidad de obtener el diplomado (L3) y la licenciatura (M1) de Física Fundamental de la Universidad París-Sur 11 siguiendo cursos vespertinos. Un acuerdo de asociación permite validar los cursos no eximidos en la universidad por cursos eximidos por el Instituto de Óptica (como los trabajos prácticos, la informática,… etc)
Los cursos eximidos a la Universidad París-Sur 11 son los siguientes:
- Nivel L324: Mecánica cuántica I y II, Mecánica de Lagrange y relatividad limitada, Física estadística
- Nivel M125: Plasma, Física atómica, Física nuclear y subatómica

#### Apertura internacional
A la salida de la escuela, alrededor de 60 % de los alumnos de una generación tienen una experiencia internacional, obtenida a raíz de un período de prácticas o de un año de estudios en el extranjero. La escuela ofrece en efecto la posibilidad de cursar el tercer año de ingeniería en un plantel de enseñanza superior extranjero. En la mayoría de los casos, esto conduce a la obtención de un doble título.
La red de cursos de posgrado Erasmus mundus “optics in science and technology” (óptica en la ciencia y la tecnología) coordinado por la escuela, forma parte de 23 proyectos elegidos en 2006 por la Comisión Europea coordinados por un plantel francés. Esta red reúne:
- Francia: SupÓptica (Curso de posgrado en ciencias y tecnología opción física y aplicaciones en la especialidad de óptica, materia y plasma)
- Francia: la Universidad París-Sur 11 (Curso de posgrado en ciencias, tecnología y salud a opción física fundamental y aplicada especialidad óptica, materia y plasma)
- Países Bajos: la Universidad de tecnología de Delft (Technische Universiteit Delft) en Delft (Curso de posgrado en Ciencia físicas aplicadas),
- Alemania: la Universidad de Iéna (Friedrich-Schiller-Universität Jena) a Iéna (Diplom-Physiker),
- Polonia: la Escuela politécnica de Varsovia (Politechnika Warszawska) en Varsovia,
- El Reino Unido: Imperial College de Londres (Curso de posgrado de Ciencia ópticas y fotónica).

El programa Erasmus tiene por objetivo favorecer el desplazamiento de los estudiantes al extranjero y acoger europeos y extraeuropeos deseosos de mejorar sus conocimientos en óptica. El programa se refiere a 40 estudiantes al año incluyendo la mitad de extra europeos.
SupÓptica forma también parte del programa de movilidad europeo Leonardo.
En la investigación, la escuela participa a más de una decena de contratos del Programa marco de investigación y desarrollo (PCRD) de la Unión Europea y una proporción importante de los investigadores doctorantes vienen del extranjero.

### Personal docente
Los primeros profesores de la escuela fueron:
Los profesores:
- Henri Chrétien (Cálculo de combinaciones ópticas)
- Louis Dunoyer (Instrumentos de óptica)
- Charles Fabry (Introducción general al estudio de óptica aplicada: 1°) Aparatos espectroscópicos, fotometría; 2°) Propiedades de las placas fotográficas.)

Jefes de carrera:
- André Broca (Óptica fisiológica)
- Paul Nicolardot (Físico-química y química de los cristales ópticos)

Conferencistas:
- Arnaud de Gramont (Espectroscopía)
- Gustado Cotton (Polarización)
- Henri Mouton (Microscopía)
- Aymar el Bálsamo Pluvinel (Astronomía)
- Gustave Yvon (Control de superficies ópticas)
- Maurice de Broglie (Física de radiaciones)
- Sr. Martet (Calibres)
- Émile Haas (Trabajo de las partes y componentes ópticos)

He aquí algunos de los profesores que han sucedido a los anteriores:
| Formación de imágenes (Óptica geométrica y aberraciones)                                    | Cálculo de combinaciones ópticas                                              | Instrumentos y sistemas ópticos                                                                |
| ------------------------------------------------------------------------------------------- | ----------------------------------------------------------------------------- | ---------------------------------------------------------------------------------------------- |
| - André Maréchal - Michel Cagnet - Jacques Sabater - Nathalie Westbrook - Lionel Jacubowiez | - Jean Cojan - Jean Burcher - Pierre Givaudon - Roland Geyl - Jacques Sabater | - Georges-Albert Boutry - Albert Arnulf - Serge Lowenthal - Eric Ruch - Jean-Louis Meyzonnette |

| Medidas ópticas                                                     | óptica fisiológica y optometría |  |
| ------------------------------------------------------------------- | --- |  |
| - Albert Arnulf - Maurice Françon - Michel Cagnet - Jacques Sabater | - A. Polack - Yves Le Grand - André Dubois Poulsen (1960-) - Odette Dupuy - Sr. Imbert - Claude Darras - Yves Hugo - Christophe Fontvielle (-2001) - Katia Laurant (2001-2003) - Pierre Auger (2003-) - Richard Legras |  |

| óptica fisiológica y optometría                                              | óptica física (interferencias y difracción) | física de las imágenes                                    |
| ---------------------------------------------------------------------------- | --- | --------------------------------------------------------- |
| - Jean Terrien - François Desvignes (-1990) - Jean-Louis Meyzonnette (1990-) | - Maurice Françon - Madeleine Rousseau - Christian Imbert (-1998) - Patrick Bouchareine (1998-1999) - André Ducasse (1999-2003) - Henri Benisty (2003-) | - Maurice Françon - André Maréchal - Jean Taboury (1988-) |

| Informática | Capas Finas                                                      | Electrónica analógica                                                                   |
| --- | ---------------------------------------------------------------- | --------------------------------------------------------------------------------------- |
| - Jacques Hebenstreit - François Lebrun - Daniel Etiemble - M. Suchard - Raymond Mercier - Hervé Sauer - Nouari Kebaïli - Sylvie Lebrun (2004-) - François Goudail (2005-) | - Florin Abelès - Bernard Agius - Patrice Davi - Franck Delmotte | - M. Piejus - M. Audouin - Alain Brun (1981-) - Franck Delmotte - Sylvie Lebrun (2004-) |

| Electrónica lógica y microprocesador                                                 | Dibujo y optomecánica | Lenguas                                      |
| ------------------------------------------------------------------------------------ | --- | -------------------------------------------- |
| - Alain Jeneveau (1983-1993) - Eric Akmansoy (-1999) - Hervé Sauer - Franck Delmotte | - Lucien Nicolas - J. Dangon - Roger Mesnard - Charles Savigny - M. Streicher (1945-) - Bernard Maitenaz (1957-1976) - Georges Gaillard - Gilbert Gabet (-2002) - Raymond Mercier | - Charbonnel - Claude Cagnard - Annick Manco |

| Análisis y señal | Estadística y ruido                                                                  | Electromagnetismo y óptica guiada                                                                                      |
| --- | ------------------------------------------------------------------------------------ | --- |
| - M. Mayer - M. Demengel - Pierre Lauginie - Pierre Chavel - Jean-Michel Jonathan (1999-2004) - François Goudail (2004-) | - Bernard Picinbono - Patrick Bouchareine - Messaoud Bénidir - Gaétan Messin (2005-) | - Serge Huard - Jean-Jacques Greffet (-2001) - Yves Levy (-2003) - Denis Boiron (2001-) - Jean-Michel Jonathan (2003-) |

| Eléctro- y acusto-óptica, la óptica non lineal                                    | Química y trabajo del vidrio                                         | Mecánica cuántica y física atómica |
| --------------------------------------------------------------------------------- | -------------------------------------------------------------------- | --- |
| - Jean-Pierre Huignard - Daniel Dolfi - Jean-François Roch - Jean-Michel Jonathan | - Bernard Long - Aniuta Winter - Jean-Paul Marioge - Raymond Mercier | - Jean-Claude Lehmann (1968-1981) - Alain Aspect (1981-1985) - Jean-Michel Raymond (1986-1988) - Philippe Grangier (1988-1993) - Robin Kaiser (1993-1995) - Christophe Blondel (-1999) - André Ducasse (1999-2003) - Gaétan Messin (2003-) - Denis Boiron (2003-) |

| Procesamiento de imágenes                                                                              | Semiconductores, física y láser                         | Láser y óptica cuántica                                                                            |
| --- | ------------------------------------------------------- | -------------------------------------------------------------------------------------------------- |
| - Jean-François Abramatic (1980-1981) - André Marion (-2004) - Jean Taboury - François Goudail (2005-) | - Maurice Papoular - Pierre Cerez - Gaëlle Lucas-Leclin | - Jacques Ducuing - Georges Bret - Michel Dumont - Christophe Nicolas - François Balembois (1994-) |

| Economía, contabilidad y gestión                                     | Trabajos prácticos de electrónica                                                         | Trabajos prácticos de óptica |
| -------------------------------------------------------------------- | ----------------------------------------------------------------------------------------- | --- |
| - M. Peyrard - Patrice Geoffron - Alain Champaux - Dominique Laroche | - Alain Jeneveau (1983-1993) - Eric Akmansoy (-1999) - Fabienne Bernard - Franck Delmotte | - Jean Cojan - Albert Arnulf - André Maréchal - Maurice Françon - Michel Cagnet - Christian Imbert - Francis Sánchez - Jacques Sabater - Lionel Jacubowiez |

## Investigación

### Equipos y temas de investigación
La mayoría de los grupos de investigación de la escuela desde 1998 se reúne en el Laboratorio Charles Fabry, estructura asociada a la universidad París-XI y al CNRS como unidad mixta de investigación (UMR n 8501) y dirigida desde enero de 2010 por Christian Chardonnet.
El Laboratorio Charles Fabry incluye en 2005 a los siguientes grupos de investigación:
- grupo Óptico atómico (resp.: Alain Aspect, medalla de oro 2005 del CNRS y Precio Wolf de física 2010)
- grupo Óptico cuántico (responsable Philippe Grangier)
- grupo Nanofotónica y electromagnetismo (responsables Henri Benisty y Philippe Lalanne)
- grupo Láseres y biofotónica (responsable Patrick Georges)
- grupo Materiales no lineales y aplicaciones (responsables Gerald Roosen y Gilles Pauliat)
- grupo Sistemas y componentes ópticos (responsable Pierre Chavel)

El personal total de investigadores comprende alrededor de 110 personas: 24 profesor-investigadores titulares (8 profesores de universidades y 16 catedráticos, 2 de la universidad París XI), 24 investigadores titulares del CNRS (11 directores de investigaciones y 13 encargados de investigaciones), 15 investigadores y profesores investigadores no titulares, 45 investigadores doctorantes. El presupuesto total del sector investigación y valorización, salarios incluidos, es de 7,8 millones de euros (de los cuales 3/4 de salarios y 6 % procedente de contratos de investigación aplicada con alguna empresa).

### Reconocimiento de la investigación
La escuela estuvo en 2006 entre los veinte primeros planteles de investigación francés que obtuvieron el distintivo Carnot del Ministerio de Investigación. Forma parte deSystem@tic París-Región, uno de los seis polos de competitividad mundiales elegidos en julio de 2005 por el Comité interministerial de adaptación y desarrollo del territorio. La escuela forma también parte del Triángulo de física, una de las trece redes temáticas de investigación avanzada elegidas en octubre de 2006 por el Ministro de Investigación para ser un impulsor de la investigación francesa. Participa mediante su antena de Saint Etienne en el programa ‘’MINimage’’, uno de los doce programas financiados por la Agencia de innovación industrial.
Se depositaron veinte patentes en estos cinco últimos años.
Numerosos investigadores de la escuela obtuvieron premios y reconocimientos prestigiosos en óptica, física y ciencias:
- Premio Fabry-de Gramont, en 1975,1983,1987,1994,1997,1998,2004,2005
- Medalla Mees del Optical Society de Estados Unidos, en 1962,1977,1981,1991,1995
- Premio Max Born en 1999
- Medalla de oro del SPIE en 1989 y 1995
- Medalla de plata del CNRS en 2002
- Medalla de oro del CNRS en 2005
- Prix Holweck SFP/IoP 1991
- Premio Félix Robin del SFP en 1917,1944,1962
- Premio Gustado Cotton del SFP en 1968,1988
- Premio Yves Rocard del SFP en 1998

### Antecedentes de actividades de investigación
La actividad de investigación de la escuela se contractualizó con el CNRS a partir de la creación de los URA (unidad de investigación asociada) en 1966. En esta época, la escuela incluía, bajo la dirección de Albert Arnulf, a 9 grupos de investigación:
- laboratorio de la óptica instrumental (responsable Albert Arnulf)
- laboratorio de capas finas (responsable Florín Abelès)
- laboratorio de óptica cuántica (responsable Jacques Ducuing)
- laboratorio del Estado superficial (responsable Jean-Paul Marioge)
- laboratorio de óptica física (responsable Maurice Françon)
- laboratorio de filtrado de frecuencias (responsable André Maréchal)
- laboratorio de microscopía óptica (responsable Georges Nomarski)
- laboratorio de metrología óptica (responsable Jacques Vulmière)
- laboratorio de realización de partes de alta precisión.

### Doctorado
SupÓptica no expide título de doctor, pero unos cincuentena de jóvenes investigadores preparan en uno de los distintos grupos de investigación de la escuela una tesis de doctorado que presentan generalmente en la universidad París-XI o en la Escuela politécnica. Así cada año se presentan una decena de tesis de doctorado preparadas en SupÓptica (9 en 2005).
El Laboratorio Charles Fabry forma parte de la escuela doctoral “ondas y materia” y de la escuela doctoral “ciencias y tecnologías de la información y tratamiento de la señal”.
Un tercio de los ingenieros graduados de la escuela prepara a continuación una tesis de doctorado. SupÓptica es así una de las escuelas de ingenieros que tienen la más fuerte proporción de doctores entre sus antiguos alumnos.

## La vida en la escuela

### Campus
Se encuentra instalado en la escuela de Palaiseau, en edificios de 12 200 m ², el campus de la meseta de Saclay cerca de la Escuela politécnica. La Escuela Nacional Superior de técnicas avanzadas y la escuela nacional de estadísticas y administración económica van a unirse.
La escuela dispone también del edificio 503 (10 000 m²), en el campus universitario de Orsay, donde varios equipos de investigación residen aún.
La escuela abrió una antena en Saint-Étienne en el polo óptico Alpes Ródano del Campus de Carnot. Los alumnos pueden llevar el segundo y tercer año de la carrera de ingeniero en título doble con el curso de posgrado en ciencias y tecnología orientado a la investigación, opción Óptica, Imagen y Visión expedido por la Universidad de Saint-Étienne. El observatorio astronómico de la escuela se instaló en los locales del plantel.
El año próximo se abre una antena en Burdeos en el campus de la Universidad Burdeos-I. El coste de la operación se evalúa a 30 millones de euros y debería ser financiado en parte por el Consejo regional de Aquitaine

### Asociación de egresados
En 1924 se creó la Asociación de egresados de la Escuela superior de óptica. Su primer Presidente fue Albert Arnulf. Tiene por misión de establecer y animar la red de antiguos alumnos, aportar un apoyo a los alumnos, contribuir a la evolución de SupÓptica y promover la óptica. La asociación publica un estudio trimestral titulado Opto. La asociación de egresados está vinculada con la asociación ParisTech Alumini que agrupa a los egresados de todas las escuelas miembros de ParisTech.

### La vida en la escuela
Al igual que las escuelas de ingenieros, los alumnos se agrupan en numerosos clubes y asociaciones.
El comité de alumnos (BDE), Comité ejecutivo de la asociación, es el órgano central y federalista que organiza la vida asociativa de la escuela coordinando los distintos clubes. Se ocupa también de encontrar fondos (por ejemplo padrino de generación) y establecer distintos eventos (semana de integración, viaje al esquí, tardes).
 Joven-Empresa Opto Services
La asociación Opto Servicios, creada en 1981, es una Joven Empresa de la escuela. Tiene por vocación proponer a los alumnos la realización de estudios encargados por empresas, permitiéndoles así aplicar los conocimientos adquiridos durante sus clases.
Opto Servicios realiza estudios en ámbitos variados (óptico, optoelectrónico, electrónico, traducciones técnicas, informática, estudios de mercado…). Organizada en torno a un núcleo de una quincena de miembros administradores benévolos, Optos Servicios cuentan entre 50 y 80 inscritos según los años, que se remunera cuando efectúan prestaciones.
 Foro de óptica
La asociación Foro de óptica organiza cada año un día de encuentro entre los estudiantes y las empresas, y desde hace dos años entre los estudiantes y los investigadores. Este día es la ocasión también de acoger conferenciantes, por ejemplo Hubert Reeves, en la escuela. Además, se proponen algunas visitas de los laboratorios, talleres de CV y conversaciones a los visitantes del día.
Asociación deportiva
Oficina de las artes

### Padrinos de generación
- 2021: Lumibird
- 2020: HGH
- 2019: Thales
- 2017: Essilor
- 2016: Safran (empresa)
- 2015: Ernst & Young
- 2014: Sofradir
- 2013: Alcatel-Lucent
- 2012: Thales Optronique
- 2011: EADS Sodern
- 2010: Altran Technologies
- 2009: Aquitaine Lasers Photonique et Applications
- 2008: Quantel
- 2007: Jobin-Yvon
- 2006: Valeo
- 2005: Essilor
- 2004: Thales Optronique
- 2003: Alcatel
- 2002: Cilas
- 2000: Optis

- Datos: Q898448